# Solfara Milione
La solfara Milione o miniera Milione  è stata una miniera di zolfo sita in provincia di Agrigento nei pressi del comune di Agrigento.
Aperta tra il 1860 e il 1870 è oggi inattiva.